# مهندس مسجل
مهندس مُسجل أو عالم مُسجل هو محترف صاحب براءة اختراع الذي عادةً يقوم بتحضير و تسجيل طلب براءة اختراع. هذة المصطلحات عادةً تُطلق علي محترفين أصحاب براءات اختراع ذوي خلفيات علمية أو هندسية التي لا تحتاج إلي مؤهلات وكيل، لكن لا زال يعمل علي طلبات براءات الاختراع.